# 朱立熙
朱立熙，臺灣韓國學學者、翻譯家、前駐外記者，目前擔任知韓文化協會執行長、國立政治大學韓國語文學系兼任講師，研究專長為當代韓國政經、北韓研究、韓國史、韓國轉型正義。

## 經歷
朱立熙早年就讀國立政治大學東方語文學系，1977年至1979年間任職中國時報攝影組，之後任職聯合報記者。1980年3月首次前往韓國旅行，從1981年至韓國就讀延世大學史學科大學院研究，主修「韓國近代史」及「日韓關係史」起，歷經1985年轉任聯合報駐漢城（現首爾）特派員至1988年間，時值全斗煥掌權的第五共和國獨裁政權，並歷經了1987年六月民主運動，朱立熙稱當時他家裡的電話被竊聽、情報員跟監，甚至被列入驅逐出境的黑名單；朱立熙稱自己也常遭國家安全企劃部的特務約談，在明洞的「茶房」喝咖啡聊天，詢問最近的報導內容。朱立熙稱他以「蕭天潤駕轟五機迫降全羅北道裡里市稻田」的新聞，以「全球獨家」獲得報紙老闆一萬美元的獎賞。朱立熙之後取得史丹佛大學取得東亞研究所碩士學位。
朱立熙1988年至1991年曾歷任中時晚報資深記者室主任、編輯中心主任、中國時報社論主筆。後曾任職超級電視台，之後任台北時報總編輯，任內曾在總統大選前，對報社內的主管及工作同仁發過電子郵件表示：「本報支持『泛綠』的立場，絕不容質疑與挑戰，任何人若不同意，請不要勉強自己，繼續在這裡過不快樂的日子」引人議論，後來曾任中華電視公司副總經理。
2019年7月14日韓國媒體報導，朱立熙將1987年7月在韓國首都漢城（後稱首爾）拍攝300張韓國民主化烈士李韓烈葬禮歷史照片，捐贈給李韓烈紀念事業會收藏，李韓烈紀念館館長指出，朱立熙捐贈的300張照片中有很多是第一次曝光，且有許多珍貴鏡頭。2020年6月朱立熙在二二八國家紀念館開設「1987人民覺醒：韓國民主見證影像展」，將其於1987年6月抗爭現場留下的珍貴影像公開展出。

## 著作
- 《韓國財閥群像》（譯，朝鮮日報社編，聯經），1983
- 《第一主義－韓國三星集團創辦人自傳》（譯，天下），1986
- 《漢江變－特派員的現場目擊》（著，時報），1989
- 《再見阿里郎－台韓關係總清算》（著，克寧），1993
- 《可和解的歧異？東北亞經濟合作的可行性－以圖們江計畫為例》（英文論文），1995
- 《王永慶與李秉哲經營哲學之比較研究》（英文論文，中譯發表於「東北亞研究」），1994
- 《金大中救經濟》（合譯，一橋），1998
- 《勝利不惜一切代價－越南戰神武元甲傳奇》（譯，塞西爾·柯瑞原著，商周），1999
- 《新反敗為勝－美國大陸航空公司起死回生的故事》（譯，商周），1999
- 《韓國史》（著，三民），2003
- 《南北韓‧統一必亡》（譯，朴成祚原著，允晨），2006
- 《韓國心‧台灣情》（譯，金容沃原著，允晨）2006
- 《國家暴力與過去清算：從韓國518看台灣228》（著，允晨），2007
- 《大聲嗆媒體》（著，前衛），2008
- 《韓國史》增訂二版（著，三民），2008
- 《看韓國如何清算國家暴力》（DVD，自行出版），2009
- 《瞭解當代韓國民主政治》（編，翰蘆），2011年
- 《台韓外交關係史 1949-2012》（朱立熙／文興鎬合著，知韓文化協會），2015
- 《黎明前的半島記憶：韓國人權與民主紀行》（合著，時報），2020
- 《韓國史：悲劇的循環與宿命》增訂七版（著，三民），2021
- 《你必須認識的韓國人：韓國50名人列傳|Q113541860}}》（主編，知韓文化協會），2022
- 《這才是真正的韓國》（著，時報文化），2022